# Lešnica (gmina Ormož)
Lešnica – wieś w Słowenii, w gminie Ormož. 1 stycznia 2018 liczyła 187 mieszkańców.